# Hugo Brizuela
Hugo Rolando Brizuela Benítez (8 de fevereiro de 1969) é um ex-futebolista paraguaio, que atuava como atacante. 

## Carreira
Brizuela integrou a Seleção Paraguaia de Futebol na Copa América de 1997 e na Copa de 1998.